# Imamu Mayfield
Imamu Amiri Mayfield (* 19. April 1972 in Freehold, New Jersey, USA) ist ein ehemaliger US-amerikanischer Profiboxer und Weltmeister der IBF im Cruisergewicht.

## Profikarriere
Mayfield gewann seine ersten drei Kämpfe alle durch klassischen K. o. und unterlag in seinem vierten Fight seinem Landsmann Richie Brown über vier Runden einstimmig nach Punkten. 1996 besiegte er unter anderem Ernest Mateen (25-5) durch T.K.o in Runde 4.
Am 11. November 1997 nahm er dem Jamaikaner Uriah Grant durch eine einstimmige Punktentscheidung den Weltmeistertitel ab. Er verteidigte diesen Gürtel im März des darauffolgenden Jahres gegen den ungeschlagene Briten Terry Dunstan mit einem klassischen Knockout in Runde 11. Noch im Oktober desselben Jahres verlor er den Titel durch technischen K. o. in der 9. Runde an Arthur Williams.
Im Dezember des Jahres 1999 trat er gegen Louis Azille (12-0) um den WBA-NABA-Gürtel an und erreichte nur ein Unentschieden. Im Jahr darauf traf er auf den Kubaner Juan Carlos Gómez – Gomez hatte den Titel des Verbandes WBC inne, welcher auch auf dem Spiel stand. Mayfield ging bereits in der 3. Runde k.o.
Im Jahre 2001 schlug er Oscar Angel Gomez (14-4) durch Aufgabe und erkämpfte sich mit einem K.-o.-Sieg gegen Gary Wilcox (15-2-) den vakanten USBA-Titel. Allerdings musste er sich auch dem erfahrenen Argentinier und ehemaligen WBA-Weltmeister im Mittelgewicht Jorge Fernando Castro (118-7-3) vorzeitig in Runde 9 geschlagen geben.
2002 trat er im Schwergewicht gegen Okello Peter (11-0) an und besiegte ihn nach Punkten. Seinen letzten Kampf, der 2008 gegen Johnathon Banks im Cruisergewicht stattfand, verlor Mayfield  35-jährig bereits in der 1. Runde durch technischen K. o.